# Япетус (сутура)

Реконструкция сутуры Япетус после столкновения Лаврентии, Балтики и Авалонии

Япетус (англ. Iapetus Suture) — сутура (тектонический шов) в Северной Америке и Северной и Западной Европе, образовавшаяся в результате закрытия одноименного древнего океана в конце силурийского периода (примерно 420 млн лет назад) вследствие столкновения (коллизии) палеоконтинента Лаврентия и террейна Авалония. 
Сутура Япетус является частью Каледонского складчатого пояса и пролегает:
- на северо-западе США: через cеверные Аппалачи в штатах Мэн, Нью-Гэмпшир, Массачусетс и Коннектикут[1];
- в Канаде: в провинциях Квебек и Ньюфаундленд;
- в Ирландии: от эстуария реки Шаннон на северо-западе острова до бухты Клохерхед в провинции Ленстер на юго-востоке;
- на острове Мэн в Ирландском море: через разлом Ниарбил (англ. Niarbyl fault);
- в Великобритании: от залива Солуэй-Ферт и затем вдоль Англо-шотландской границы вплоть до северо-западного края Нортумберленда, у острова Линдисфарн в Северном море.

Аналогичная зона, образовавшаяся в результате коллизии Авалонии и палеоконтинента Балтика к востоку от Япетуса, называется линией Тейсейра — Торнквиста.